# 4871 Riverside
4871 Riverside este un asteroid din centura principală, descoperit pe 24 noiembrie 1989 de Masahiro Koishikawa.